# Пам'ятки археології Шаргородського району
У Шаргородському районі Вінницької області під обліком перебуває 51 пам'яток археології.
| №   | Охоронний № | Найменування пам’ятки              | Пам'яток у комплексі | Адреса                  | Дата (епоха)                 | Дата відкриття або виявлення | Автори (дослід.)      | Рішення про взяття під охорону |
| --- | ----------- | ---------------------------------- | -------------------- | ----------------------- | ---------------------------- | ---------------------------- | --------------------- | ------------------------------ |
| 1.  | 45          | Поселення черняхівської культури   |                      | с. Андріївка            | ІІ-IV ст. ст. н.е.           | 1987 р.                      | к. і. н. П. І. Хавлюк | №11313.05.1988 р.              |
| 2.  | 46          | Поселення черняхівської культури   |                      | с. Андріївка            | ІІ-IV ст. ст. н.е.           | 1987 р.                      | к. і. н. П. І. Хавлюк | №11313.05.1988 р.              |
| 3.  | 47          | Поселення черняхівської культури   |                      | с. Гибалівка            | ІІ-IV ст. ст. н.е.           | 1987 р.                      | к. і. н. П. І. Хавлюк | №11313.05.1988 р.              |
| 4.  | 137         | Поселення черняхівської культури   |                      | с. Грелівка             | ІІ-IV ст. ст. н.е.           | 1986 р.                      | к. і. н. П. І. Хавлюк | №22726.06.1987 р.              |
| 5.  | 48          | Курган                             |                      | с. Дерев’янки           |                              | 1987 р.                      | к. і. н. П. І. Хавлюк | №11313.05.1988 р.              |
| 6.  | 49          | Поселення трипільської культури    |                      | с. Довжок               | ІІІ тис. до н.е.             | 1987 р.                      | к. і. н. П. І. Хавлюк | №11313.05.1988 р.              |
| 7.  | 50          | Курган                             |                      | с. Довжок               |                              | 1989 р.                      | к. і. н. П. І. Хавлюк | №11313.05.1988 р.              |
| 8.  | 51          | Поселення черняхівської культури   |                      | с. Довжок               | ІІ-IV ст. ст. н.е.           | 1989 р.                      | к. і. н. П. І. Хавлюк | №11313.05.1988 р.              |
| 9.  | 52          | Поселення черняхівської культури   |                      | с. Довжок               | ІІ-IV ст. ст. н.е.           | 1989 р.                      | к. і. н. П. І. Хавлюк | №11313.05.1988 р.              |
| 10. | 53          | Поселення черняхівської культури   |                      | с. Довжок               | ІІ-IV ст. ст. н.е.           | 1989 р.                      | к. і. н. П. І. Хавлюк | №11313.05.1988 р.              |
| 11. | 54          | Курган                             |                      | с. Мурафа               |                              | 1989 р.                      | к. і. н. П. І. Хавлюк | №11313.05.1988 р.              |
| 12. | 55          | Курган                             |                      | с. Мурафа               |                              | 1989 р.                      | к. і. н. П. І. Хавлюк | №11313.05.1988 р.              |
| 13. | 56          | Курган                             |                      | с. Мурафа               |                              | 1987 р.                      | к. і. н. П. І. Хавлюк | №11313.05.1988 р.              |
| 14. | 57          | Поселення трипільської культури    |                      | с. Клекотина            | ІІІ тис. до н.е.             | 1987 р.                      | к. і. н. П. І. Хавлюк | №11313.05.1988 р.              |
| 15. | 58          | Поселення передскіфського часу     |                      | с. Клекотина            | VIII-VII ст. ст. до н. е.    | 1987 р.                      | к. і. н. П. І. Хавлюк | №11313.05.1988 р.              |
| 16. | 59          | Поселення черняхівської культури   |                      | с. Клекотина            | ІІ-IV ст. ст. н.е.           | 1972 р.                      | к. і. н. П. І. Хавлюк | №11313.05.1988 р.              |
| 17. | 138         | Могильник черняхівської культури   |                      | с. Клекотина            | ІІ-IV ст. ст. н.е.           | 1972 р.                      | к. і. н. П. І. Хавлюк | №22726.06.1987 р.              |
| 18. | 60          | Поселення черняхівської культури   |                      | с. Клекотина            | ІІ-IV ст. ст. н.е.           | 1987 р.                      | к. і. н. П. І. Хавлюк | №11313.05.1988 р.              |
| 19. | 61          | Поселення черняхівської культури   |                      | с. Клекотина            | ІІ-IV ст. ст. н.е.           | 1987 р.                      | к. і. н. П. І. Хавлюк | №11313.05.1988 р.              |
| 20. | 62          | Поселення передскіфського часу     |                      | с. Копистирин           | VIII-VII ст. ст. до н. е.    | 1987 р.                      | к. і. н. П. І. Хавлюк | №11313.05.1988 р.              |
| 21. | 63          | Поселення черняхівської культури   |                      | с. Копистирин           | ІІ-IV ст. ст. н.е.           | 1987 р.                      | к. і. н. П. І. Хавлюк | №11313.05.1988 р.              |
| 22. | 64          | Поселення трипільської культури    |                      | с. Михайлівка           | ІІІ тис. до н.е.             | 1987 р.                      | к. і. н. П. І. Хавлюк | №11313.05.1988 р.              |
| 23. | 65          | Поселення черняхівської культури   |                      | с. Михайлівка           | ІІ-IV ст. ст. н.е.           | 1986 р.                      | к. і. н. П. І. Хавлюк | №11313.05.1988 р.              |
| 24. | 67          | Поселення білогрудівської культури |                      | с. Мурафа               | XII-X ст. ст. до н.е.        | 1986 р.                      | к. і. н. П. І. Хавлюк | №11313.05.1988 р.              |
| 25. | 66          | Поселення черняхівської культури   |                      | с. Клекотина            | ІІ-IV ст. ст. н.е.           | 1972 р.                      | к. і. н. П. І. Хавлюк | №11313.05.1988 р.              |
| 26. | 53          | Поселення білогрудівської культури |                      | с. Мурафа               | XI-IX ст. ст. до н.е.        | 1995 р.                      | М. В. Потупчик        | №44322.12.1997 р.              |
| 27. | 68          | Поселення черняхівської культури   |                      | с. Носиківка            | ІІ-IV ст. ст. н.е.           | 1987 р.                      | к. і. н. П. І. Хавлюк | №11313.05.1988 р.              |
| 28. | 69          | Поселення черняхівської культури   |                      | с. Носиківка            | ІІ-IV ст. ст. н.е.           | 1987 р.                      | к. і. н. П. І. Хавлюк | №11313.05.1988 р.              |
| 29. | 70          | Поселення трипільської культури    |                      | с. Пасинки              | ІІІ тис. до н.е.             | 1987 р.                      | к. і. н. П. І. Хавлюк | №11313.05.1988 р.              |
| 30. | 71          | Поселення трипільської культури    |                      | с. Пасинки              | ІІІ тис. до н.е.             | 1987 р.                      | к. і. н. П. І. Хавлюк | №11313.05.1988 р.              |
| 31. | 72          | Поселення черняхівської культури   |                      | с. Пасинки              | ІІ-IV ст. ст. н.е.           | 1987 р.                      | к. і. н. П. І. Хавлюк | №11313.05.1988 р.              |
| 32. | 73          | Поселення черняхівської культури   |                      | с. Пасинки              | ІІ-IV ст. ст. н.е.           | 1987 р.                      | к. і. н. П. І. Хавлюк | №11313.05.1988 р.              |
| 33. | 74          | Поселення трипільської культури    |                      | с. Писарівка            | ІІІ тис. до н.е.             | 1987 р.                      | к. і. н. П. І. Хавлюк | №11313.05.1988 р.              |
| 34. | 75          | Курган                             |                      | с. Писарівка            |                              | 1987 р.                      | к. і. н. П. І. Хавлюк | №11313.05.1988 р.              |
| 35. | 76          | Поселення трипільської культури    |                      | с. Покутине             | ІІІ тис. до н.е.             | 1987 р.                      | к. і. н. П. І. Хавлюк | №11313.05.1988 р.              |
| 36. | 54          | Могильник курганний                | 4                    | с. Політанки            |                              | 1995 р.                      | М. В. Потупчик        | №44322.12.1997 р.              |
| 37. |             | Поселення епохи бронзи             |                      | с. Рахни Лісові         | ІІ тис. до н. е.             | 2008 р.                      | М. В. Потупчик        | щойно виявлена                 |
| 38. |             | Поселення черняхівської культури   |                      | с. Рахни Лісові         | ІІ-IV ст. ст. н.е            | 2008 р.                      | М. В. Потупчик        | щойно виявлена                 |
| 39. | 142         | Поселення білогрудівської культури |                      | с. Руданське            | XII-X ст. ст. до н.е.        | 1986 р.                      | к. і. н. П. І. Хавлюк | №22720.06.1987 р.              |
| 40. | 77          | Поселення черняхівської культури   |                      | с. Сапіжанка            | ІІ-IV ст. ст. н.е.           | 1989 р.                      | к. і. н. П. І. Хавлюк | №11313.05.1988 р.              |
| 41. | 139         | Поселення черняхівської культури   |                      | с. Слобода Мурафська    | ІІ-IV ст. ст. н.е.           | 1989 р.                      | к. і. н. П. І. Хавлюк | №22720.06.1987 р.              |
| 42. | 78          | Поселення передскіфського часу     |                      | с. Слобода Шаргородська | VIII-VII ст. ст. до н. е.    | 1986 р.                      | к. і. н. П. І. Хавлюк | №11313.05.1988 р.              |
| 43. | 140         | Поселення трипільської культури    |                      | с. Слобода Шаргородська | ІІІ тис. до н.е.             | 1986 р.                      | к. і. н. П. І. Хавлюк | №22720.06.1987 р.              |
| 44. | 141         | Поселення трипільської культури    |                      | с. Слобода Шаргородська | ІІІ тис. до н.е.             | 1972 р.                      | к. і. н. П. І. Хавлюк | №22720.06.1987 р.              |
| 45. | 55          | Поселення черняхівської культури   |                      | с. Стрільники           | ІІ-IV ст. ст. н.е.           | 1996 р.                      | М. В. Потупчик        | №44322.12.1997 р.              |
| 46. | 79          | Поселення передскіфського часу     |                      | с. Федорівка            | VIII-VII ст. ст. до н. е.    | 1986 р.                      | к. і. н. П. І. Хавлюк | №11313.05.1988 р.              |
| 47. | 80          | Поселення черняхівської культури   |                      | с. Федорівка            | ІІ-IV ст. ст. н.е.           | 1987 р.                      | к. і. н. П. І. Хавлюк | №11313.05.1988 р.              |
| 48. | 81          | Поселення черняхівської культури   |                      | с. Федорівка            | ІІ-IV ст. ст. н.е.           | 1987 р.                      | к. і. н. П. І. Хавлюк | №11313.05.1988 р.              |
| 49. | 82          | Поселення черняхівської культури   |                      | с. Федорівка            | ІІ-IV ст. ст. н.е.           | 1987 р.                      | к. і. н. П. І. Хавлюк | №11313.05.1988 р.              |
| 50. | 83          | Поселення зарубинецької культури   |                      | с. Хоменки              | ІІ ст. до н. е., II ст. н.е. | 1989 р.                      | к. і. н. П. І. Хавлюк | №11313.05.1988 р.              |
| 51. | 84          | Поселення черняхівської культури   |                      | с. Хоменки              | ІІ-IV ст. ст. н.е.           | 1989 р.                      | к. і. н. П. І. Хавлюк | №11313.05.1988 р.              |
|     |             |                                    |                      |                         |                              |                              |                       |                                |

## Джерело
- Пам'ятки Вінницької області